# 10 dels Llebrers
10 dels Llebrers (10 Canum Venaticorum) és un estel a la constel·lació dels Llebrers, Canes Venatici. S'hi troba entre Cor Caroli (α Canum Venaticorum) i Asterion (β Canum Venaticorum), els dos estels més brillants de la constel·lació. De magnitud aparent +6,00, s'hi troba a 57 anys llum del sistema solar.
10 dels Llebrers és una nana groga de tipus espectral G0V amb una temperatura efectiva d'entre 5.830 i 5.840 K. Encara que en primera instància pot semblar gairebé idèntica al Sol o a Asterion —aquesta última en la mateixa constel·lació—, presenta una metal·licitat molt baixa, sent la seva abundància relativa de ferro igual al 30% de la solar. La mateixa tendència s'observa en altres elements com a cobalt, sodi, níquel, coure i manganès, sent l'abundància d'aquest últim metall [Mn/H] = -0,65. Hom pensa que és un antic estel del disc gruixut l'òrbita del qual al voltant del centre galàctic el porta a allunyar-se fins a 2.000 parsecs respecte al pla galàctic —servisca com a referència Asterion, la qual no s'allunya més de 90 parsecs del pla de la Via Làctia.
D'igual grandària que el Sol, 10 dels Llebrers gira sobre si mateixa amb una velocitat de rotació d'almenys 3 km/s. Llueix amb una lluminositat un 15% major que la lluminositat solar i té una massa estimada equivalent al 87% de la massa solar. La seva edat s'estima en 8.320 milions d'anys. Un excés en radiació infraroja emesa a 70 μm suggereix la presència d'un disc de pols al seu voltant.